# Hrabstwo Shenandoah

Piramida wieku hrabstwa

Hrabstwo Shenandoah – hrabstwo w USA, w stanie Wirginia, według spisu z 2000 roku liczba ludności wynosiła 35 075. Siedzibą hrabstwa jest Woodstock.

## Geografia
Według spisu hrabstwo zajmuje powierzchnię 1329 km², z czego 1329 km² stanowią lądy, a 0 km² – wody.

### Miasta
- Edinburg
- Mount Jackson
- New Market
- Strasburg
- Toms Brook
- Woodstock

### CDP
- Basye
- Maurertown